# Mikael Spreitz
Mikael Spreitz est un acteur suédois né le 5 juillet 1964.

## Filmographie
- 2010 : Millénium 2 : La Fille qui rêvait d'un bidon d'essence et d'une allumette : Ronald Niedermann
- 2010 : Millénium 3 : La Reine dans le palais des courants d'air : Ronald Niedermann